# Bureau de l'Inde
Le bureau de l'Inde (anglais : India Office) est un ancien département exécutif du gouvernement britannique chargé de 1858 à 1947 de la supervision de l'Inde, alors colonie britannique.
Il est dirigé par le secrétaire d'État à l'Inde, conseillé par le Conseil de l'Inde.

## Histoire
La Compagnie britannique des Indes orientales, fondée en 1600, colonise l'Inde au cours des XVIIIe et XIXe siècles. Elle est basée dans la East India House dans la cité de Londres et est composé d'un corps de propriétaires et actionnaires qui élisent une Court of Directors qui nomme le gouverneur général des Indes.
En 1858, après la révolte des cipayes, le Parlement britannique adopte le Government of India Act qui retire la gestion de l'Inde de la Compagnie et la transfère directement au gouvernement. La loi crée un secrétaire d'État à l'Inde et un Conseil de l'Inde chargé de le conseiller. Le bureau de l'Inde est alors établi comme département exécutif aux côtés des bureaux des Affaires étrangères, des Colonies, de l'Intérieur et de la Guerre.
La responsabilité du bureau de l'Inde couvre alors les territoires actuels de l'Inde, du Pakistan et du Bangladesh ainsi que la Birmanie jusqu'en 1937, Singapour jusqu'en 1867, la Somalie britannique de 1884 à 1898, les États de la Trêve jusqu'en 1946 ainsi que des relations avec certains États frontaliers du Raj comme le Népal, le Bhoutan ou l'Afghanistan.
En 1937, la Birmanie est séparée du Raj et confiée à un nouveau bureau de la Birmanie (Burma Office).
En 1947, lorsque l'Inde et le Pakistan deviennent indépendants, le bureau de l'Inde est supprimé. Les relations avec les deux nouveaux dominions sont transférés au Commonwealth Relations Office.